# David Trimble
William David Trimble, barone Trimble (Belfast, 15 ottobre 1944 – Belfast, 25 luglio 2022), è stato un politico britannico.
Ex leader del Partito Unionista dell'Ulster (UUP) e primo primo ministro dell'Irlanda del Nord, Trimble ha vinto nel 1998 il Premio Nobel per la Pace assieme a John Hume, del Partito Social Democratico e Laburista.
Dal 1990 al 2005 è stato membro del parlamento in rappresentanza del collegio di Upper Bann. Nel 2005 è stato sconfitto e si è dimesso dalla guida dell'UUP. Il 6 giugno 2006 è diventato membro della Camera dei lord con la carica di “The Right Honourable William David Trimble by the name, style and title of Baron Trimble, of Lisnagarvey in the County of Antrim”. Il 17 aprile 2007 ha annunciato di voler aderire al Partito Conservatore.
Era sposato in seconde nozze con una sua ex studentessa, Daphne Orr, dalla quale ha avuto quattro figli.

## Biografia

### Origini e lavoro
David Trimble è nato nel 1944 da un funzionario pubblico a Bangor, 20 km a nord-est di Belfast. Ha frequentato la Bangor Grammar School e in seguito ha studiato giurisprudenza alla Queen's University Belfast. Ha terminato gli studi nel 1968 con un Bachelor of Laws per lavorare come docente all'università. Nel 1969 riceve la conferma di poter lavorare come avvocato. Dal 1977 è tornato all'università ed è diventato docente universitario presso il dipartimento di diritto.

### Carriera politica
David Trimble è stato un sostenitore politico degli unionisti protestanti dell'Irlanda del Nord, che cercano di consolidare i legami con la Gran Bretagna, dall'inizio degli anni '70. È stato membro dell'Assemblea costituente eletta dell'Irlanda del Nord dal 1975 al 1976, istituita in risposta al fallimento dell'Accordo di Sunningdale tra Gran Bretagna, Irlanda e Irlanda del Nord. Trimble si è espresso a favore di una fusione del militante Partito Unionista di Avanguardia (VUP) con il Partito Social Democratico e Laburista (SDLP), per cui si è esposto a forti critiche. Il VUP si disintegrò alla fine degli anni '70 e Trimble si unì al Partito Unionista dell'Ulster.
Nel 1985 David Trimble divenne membro degli Ulster Clubs, alleanze estremiste che combattevano contro qualsiasi influenza dell'Irlanda sullo sviluppo dell'Irlanda del Nord. Nel maggio 1990 Trimble è stato eletto alla Camera dei comuni britannica e, come parte della Orange Society, è stato uno dei radicali all'interno del suo partito. Si è anche opposto a un accordo di pace dopo l'armistizio dell'Irish Republican Army (IRA) nel febbraio 1995 e il riavvicinamento del partito cattolico Sinn Féin ed è stato considerato uno dei più risoluti oppositori di un accordo quadro irlandese-britannico.

#### Coinvolgimento nel processo di pace nordirlandese

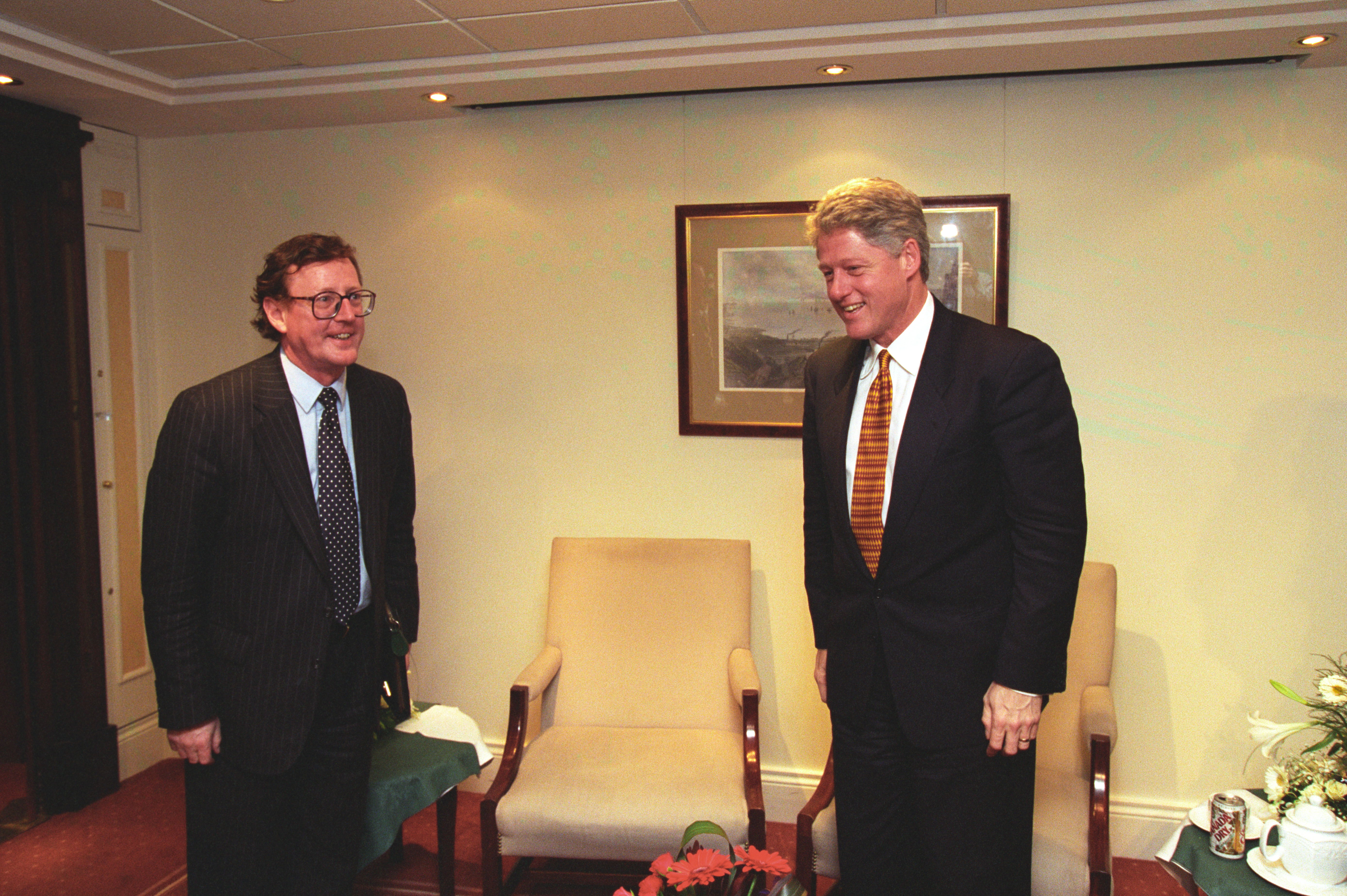
David Trimble e il presidente degli Stati Uniti Bill Clinton a Belfast, 30 novembre 1995.

Il 10 febbraio, Trimble succedette a James Molyneaux come leader dell'UUP e iniziò un lavoro volto alla pace facendo campagna per la riconciliazione con gli interlocutori socialmente svantaggiati e cattolici in contrapposizione alla resistenza nel suo stesso partito, e nel 1996 arrivò per la prima volta al gesto di protendersi come segnale di riconciliazione al suo avversario politico Gerry Adams, il presidente del Sinn Féin. Anche l'incontro con il primo ministro irlandese John Bruton a Dublino è stato un segno della sua volontà di riforma ed è stato descritto come un momento storico.
Ad aprile sono iniziate le trattative tra il primo ministro britannico Tony Blair, il suo omologo irlandese Bertie Ahern, David Trimble e Gerry Adams, guidate dal senatore statunitense George J. Mitchell. Questi culminarono in un accordo di pace per l'Irlanda del Nord, che diede alla provincia lo status di semi-autonoma. Nelle successive elezioni del giugno 1998, l'UUP con Trimble in testa è stato il partito più forte con 28 seggi, seguito dall'SDLP guidato da John Hume con 24 e dallo Sinn Féin guidato da Adams con 18 seggi.
Il 1º luglio 1998, David Trimble è stato eletto Primo ministro nell'assemblea regionale. Il 10 dicembre dello stesso anno lui e John Hume hanno ricevuto il Premio Nobel per la pace a nome di tutti gli attori del processo di pace in Irlanda del Nord, inclusi i governi di Gran Bretagna e Irlanda, nonché Gerry Adams e Martin McGuinness, che hanno svolto un ruolo importante nel cessate il fuoco dell'IRA.
Il 2 giugno 2006 è stato nominato Pari a vita con il titolo di Baron Trimble, di Lisnagarvey nella contea di Antrim, e da allora è membro della Camera dei lord.